# 大理白前
大理白前（学名：Cynanchum forrestii）是夹竹桃科鹅绒藤属的植物。分布于中国大陆的贵州、四川、云南、甘肃、西藏等地，生长于海拔1,000米至3,500米的地区，常生长在林下、灌木林缘、山地、路边草地上、高原、干旱草地以及沟谷林下水边草地上，目前尚未由人工引种栽培。

## 别名
狗毒（甘肃）；白薇（云南昆明、丽江、维西）；白龙须、蛇辣子（云南昆明、嵩明）